# إنجلترا للطرق السريعة
شركة إنجلترا للطرق السريعة المحدودة (المعروفة سابقًا باسم وكالة الطرق السريعة) هي شركة مملوكة للحكومة، ومكلَّفة بتشغيل وصيانة وتحسين الطرق السريعة والطرق الرئيسية في إنجلترا.
تتولى الشركة إدارة خدمات المعلومات من خلال توفير اللافتات على الطرق، وتشغيل موقعها الإلكتروني (Traffic England)، كما توفر ضباط مرور للتعامل مع الحوادث على الشبكة، إلى جانب إدارة وتنفيذ خطط تطوير الشبكة.
تأسست الشركة في البداية كوكالة تنفيذية، ثم تم تحويلها إلى شركة حكومية في 1 أبريل 2015. وكجزء من هذا التحول، وضعت الحكومة رؤيتها لمستقبل شبكة الطرق الاستراتيجية في إطار استراتيجيتها للاستثمار في البنية التحتية للطرق.
وتستثمر الشركة الآن 15 مليار جنيه إسترليني خلال الفترة من 2015 إلى 2020 لتحسين الشبكة استجابةً لهذه الاستراتيجية.

## وصلات خارجية
- موقع الشركة